# فرانکلین (کارولینای شمالی)
فرنکلین (به انگلیسی: Franklin) شهری در ایالت کارولینای شمالی کشور ایالات متحده آمریکا است که جمعیت آن در سرشماری سال ۲۰۱۰ میلادی، ۳٬۸۴۵ نفر بوده‌است.